# سولفات پتاسیم
سولفات پتاسیم (به انگلیسی: Potassium sulfate) با فرمول شیمیایی K۲SO۴ یک ترکیب شیمیایی با شناسه پاب‌کم ۲۴۵۰۷ است. که جرم مولی آن 174.259 g/mol می‌باشد. شکل ظاهری این ترکیب، جامد سفید است.
سولفات پتاسیم یک نمک معدنی مهم و از جمله کودهای شیمیایی پرکاربرد در کشاورزی است. این ترکیب با فرمول شیمیایی K₂SO₄، شامل دو عنصر حیاتی برای رشد گیاهان، یعنی پتاسیم (K) و گوگرد (S)، می‌باشد. پتاسیم نقش اساسی در ارتقای کیفیت میوه‌ها، افزایش مقاومت گیاهان در برابر شرایط نامساعد محیطی و تنظیم فرآیندهای متابولیکی گیاه دارد. از سوی دیگر، گوگرد در سنتز پروتئین‌ها و تشکیل کلروفیل در گیاهان مؤثر است. سولفات پتاسیم به دلیل حلالیت بالا و عدم وجود کلر، انتخاب مناسبی برای گیاهان حساس به کلر مانند سیب‌زمینی، توت‌فرنگی و مرکبات به شمار می‌رود.